# Programme Robonaut

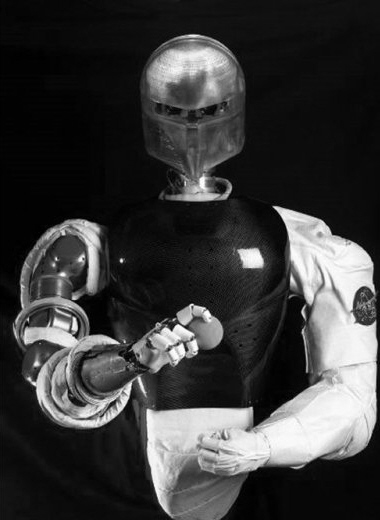
Un robonaut de la NASA

Le programme Robonaut est un programme de recherche conjoint de l'agence spatiale américaine (NASA) et de l'agence de la Défense (DARPA) visant à mettre au point un robot humanoïde pouvant réaliser les travaux effectués normalement par les astronautes durant les sorties extravéhiculaires. Différentes variantes de robots ont été étudiées. Ils sont animés par téléprésence et disposent d'une autonomie partielle. Les mains du robot disposent de 14 degrés de liberté et ont une certaine sensibilité au toucher.

## Robonaut 1
Le centre Johnson de la NASA et la DARPA développe à partir de 1997 des prototypes d'humanoïdes afin d'étudier l'utilisation de technologies robotiques pour l'exploration planétaire et d'assister les astronautes dans la Station spatiale internationale et en sortie extravéhiculaire.

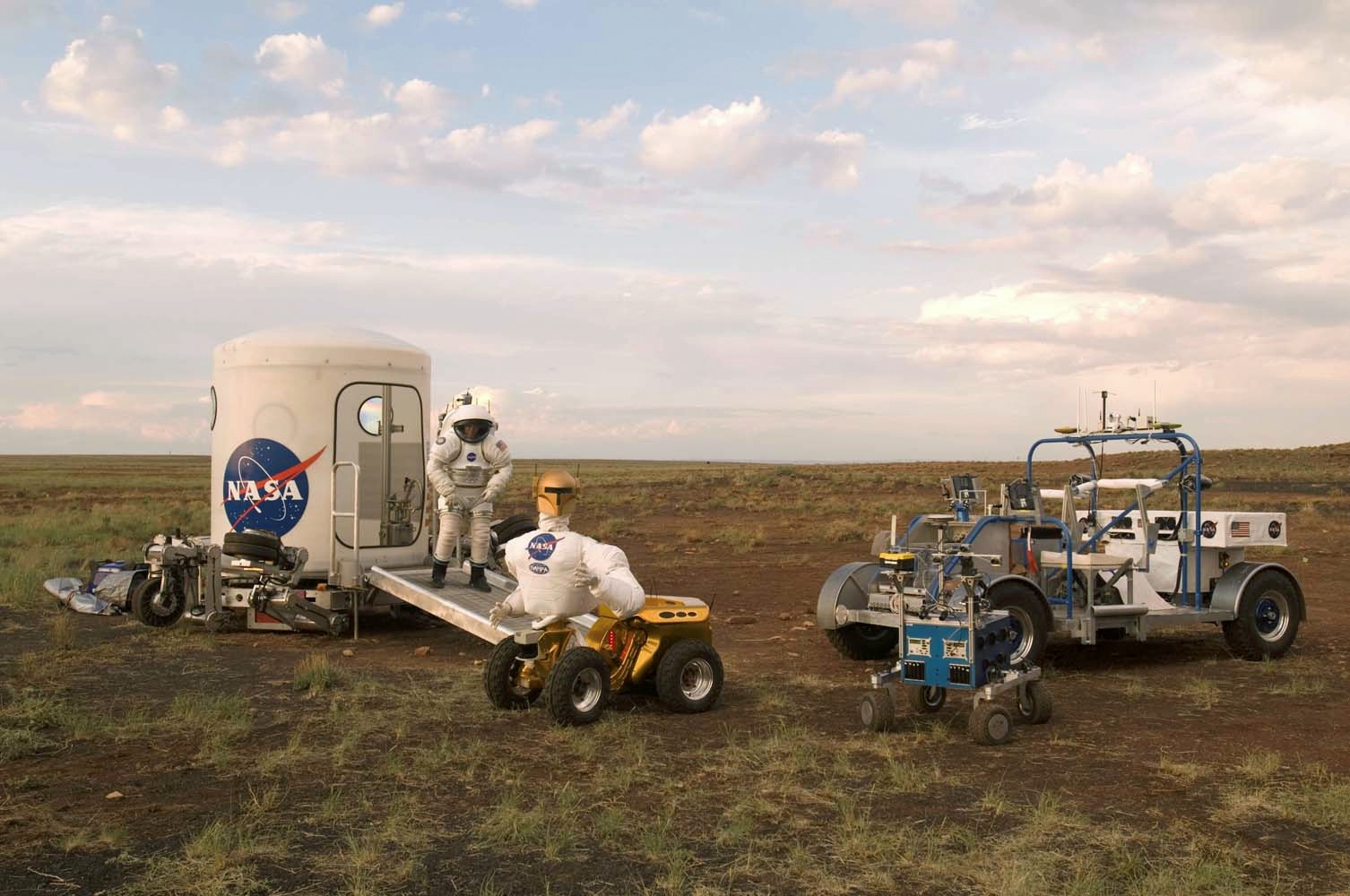
Tests d'un Robonaut monté sur roues baptisé Centaur en 2006 dans l'Arizona.
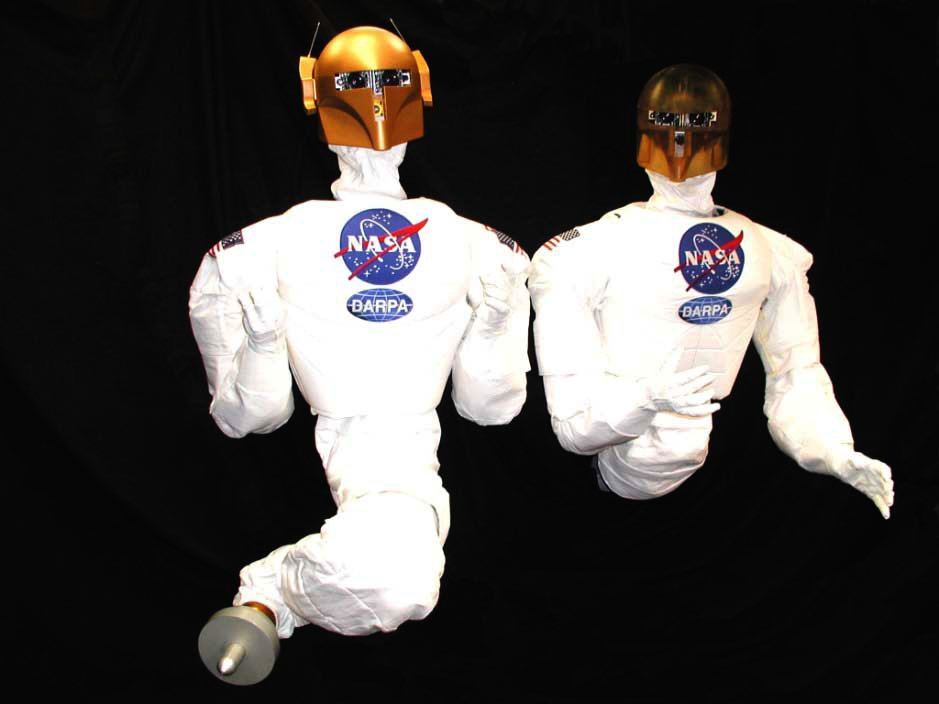
Robonaut 1A et 1B

## Robonaut 2

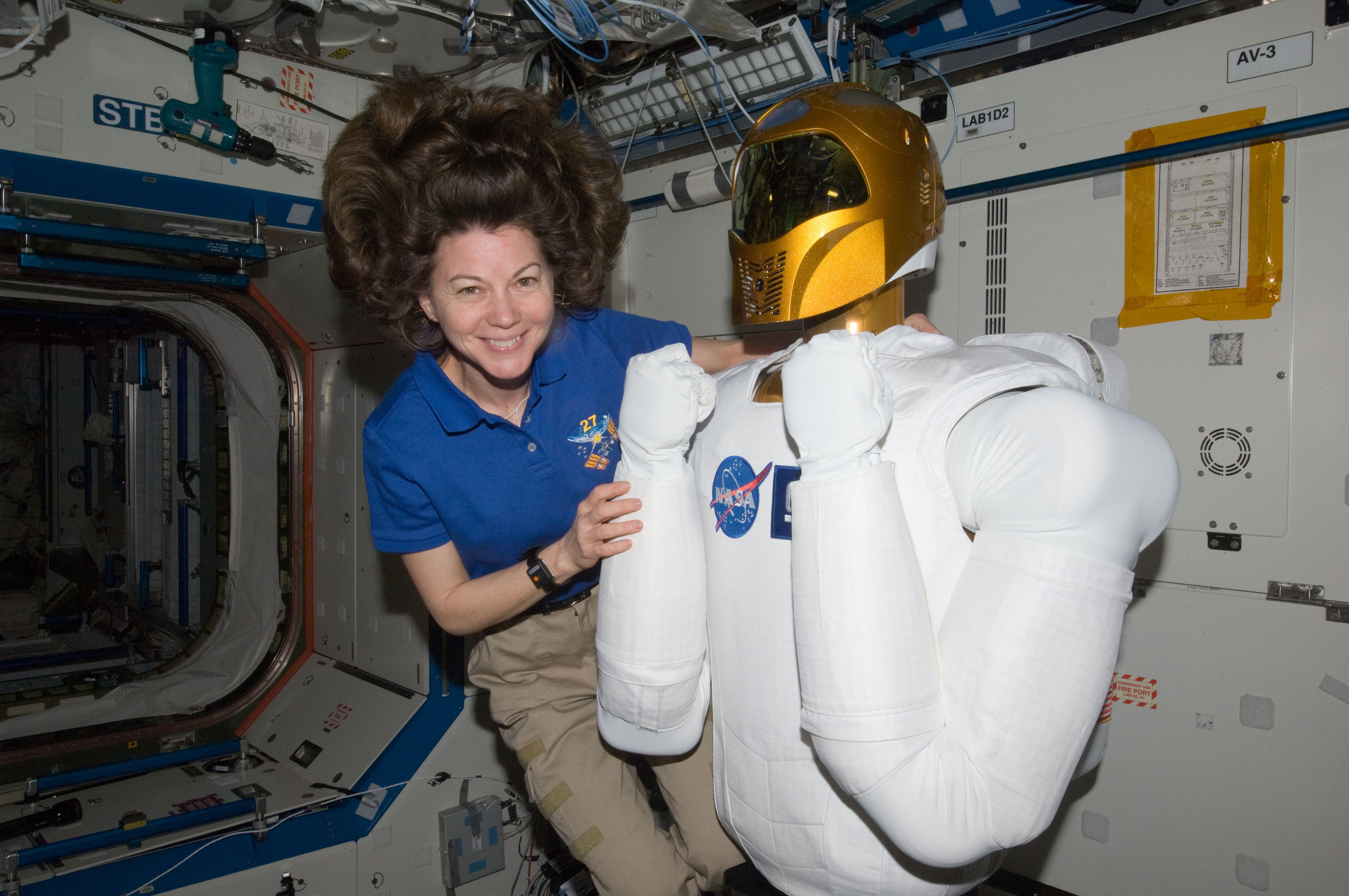
Le Robonaut 2 à bord de la station spatiale internationale le 15 mars 2011.

La NASA a développé le robot humanoïde Robonaut 2 avec l'aide de General Motors. Il est conçu pour travailler en toute sécurité en parallèle ou en assistance directe aux missions d'astronautes humains, et également comme robot d'assistance pour des tâches risquées et/ou difficiles à pratiquer dans les usines de fabrication appartenant au groupe General Motors.
Ses caractéristiques lui sont conférées par un nombre important de capteurs de toutes sortes, où la technologie robotique notamment sur le visuel est suffisamment évoluée pour lui permettre de l'assister dans ses tâches manuelles, au sens littéral du terme, avec une dextérité jamais observée auparavant sur un prototype humanoïde.
En 2011, il a été lancé vers la station spatiale internationale sur la mission de navette STS-133. Endommagé, il est revenu sur Terre en 2018 avec un cargo Dragon de SpaceX.

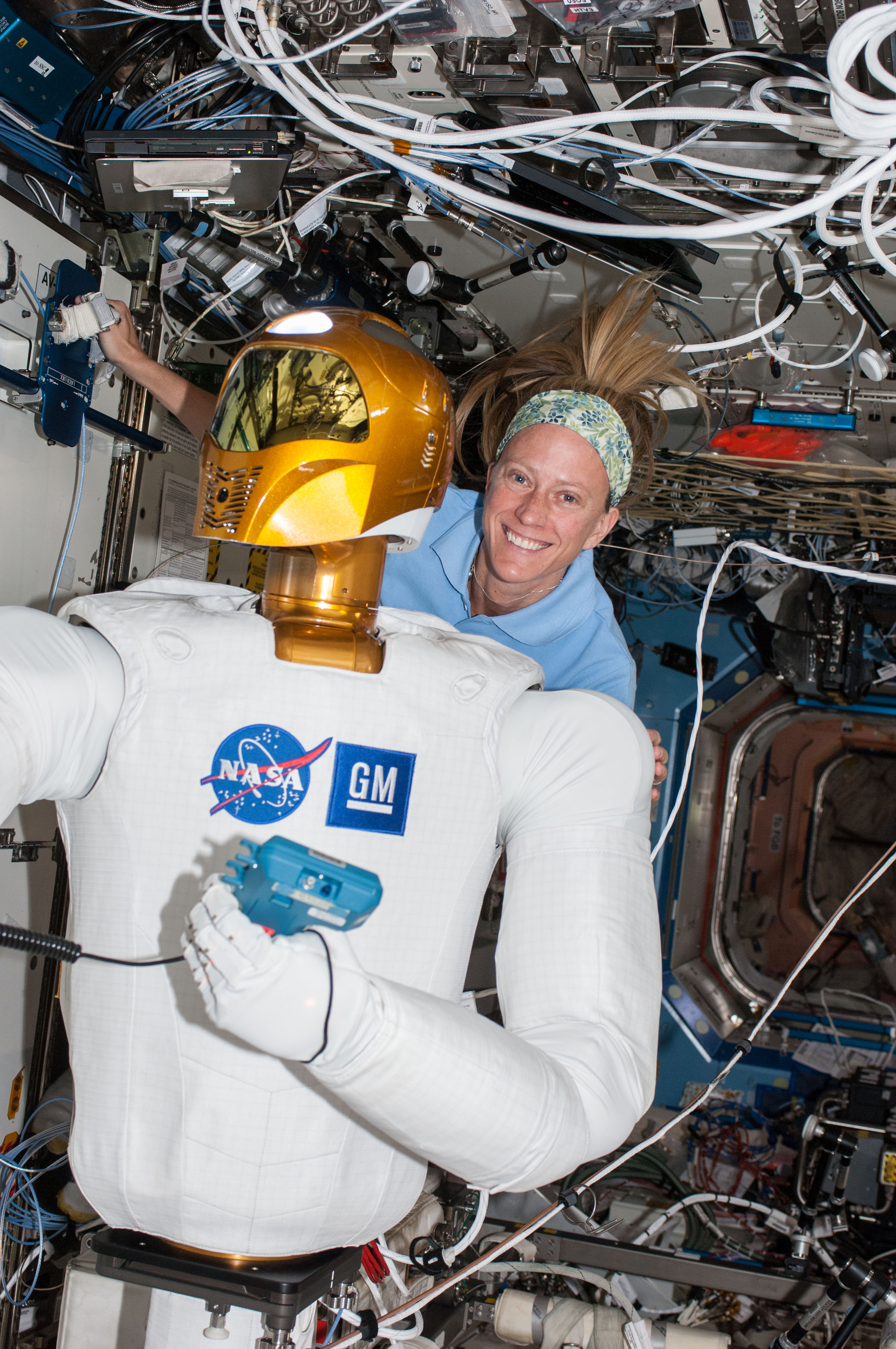
Karen Nyberg travaille avec Robonaut 2 lors de l'Expédition 36.
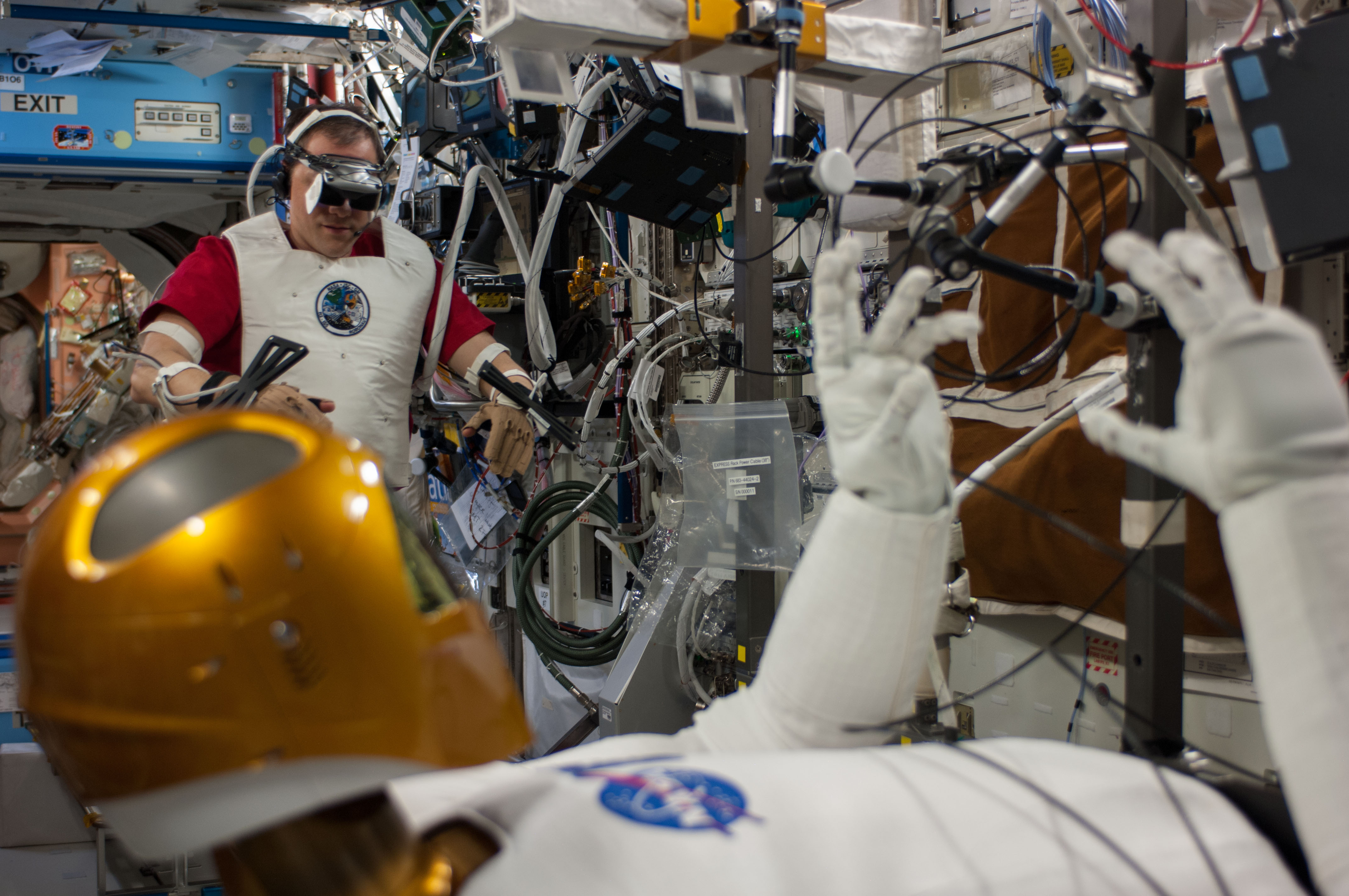
Thomas Marshburn pilotant Robonaut en réalité virtuelle lors de l'Expédition 35.
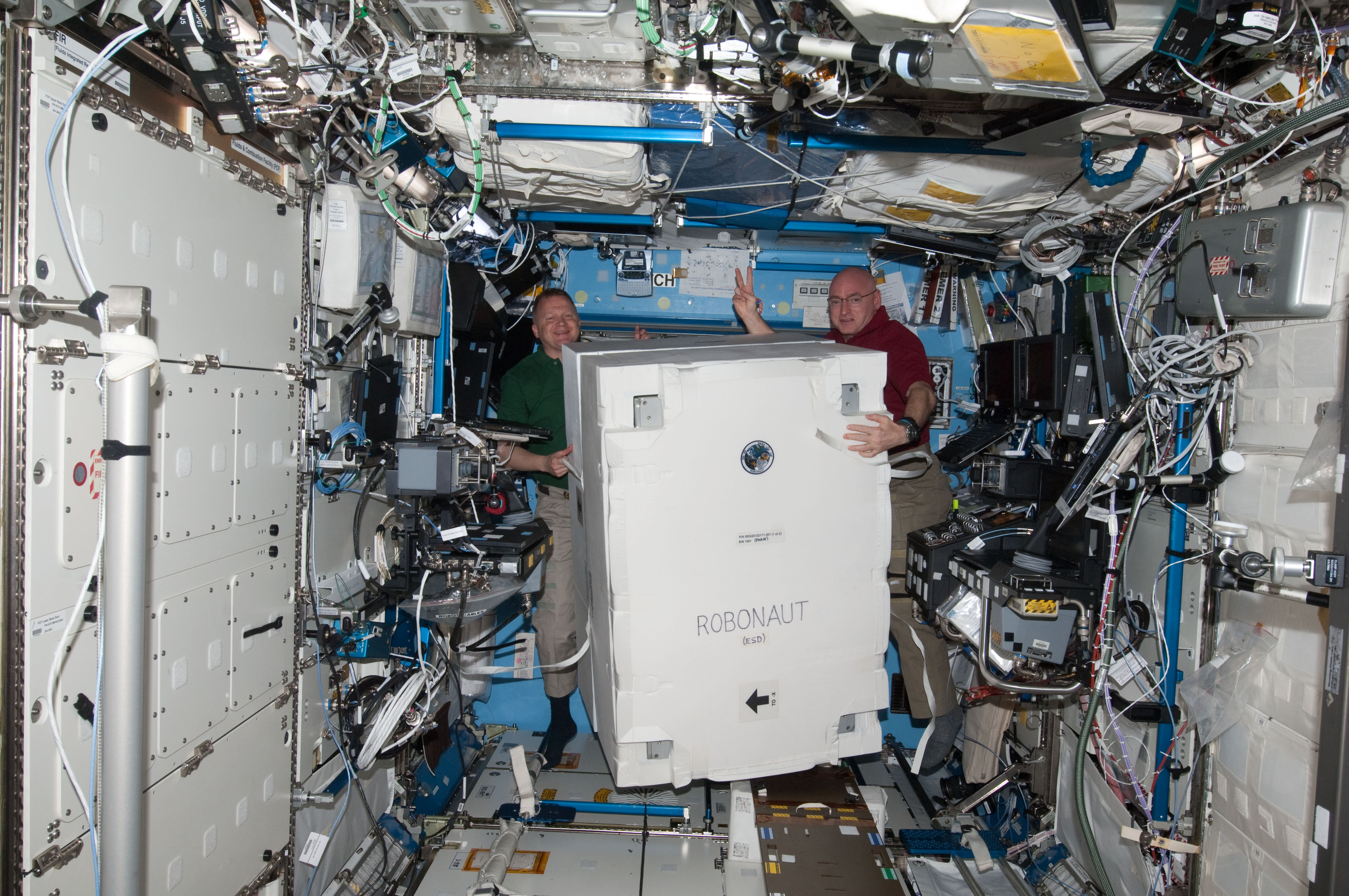
Le conteneur où était rangé Robonaut 2 lors de son lancement en 2011 sur STS-133.
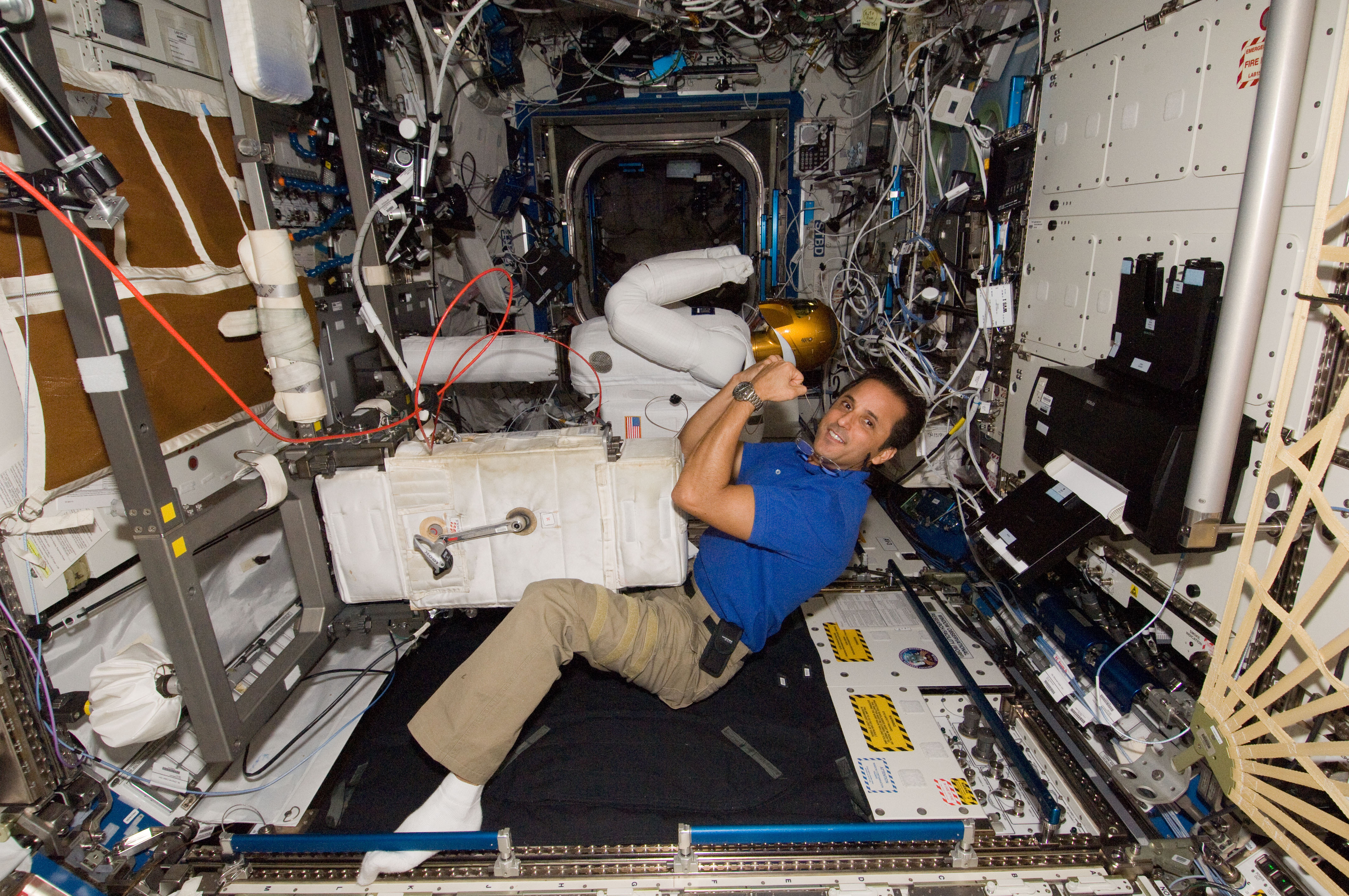
Joseph Acaba avec l'androïde lors de l'Expédition 26.